# Pirata subniger
Pirata subniger is een nomen dubium voor een spin die door de auteur van de naam in de familie van de wolfspinnen (Lycosidae) werd geplaatst. De wetenschappelijke naam werd in 1913 gepubliceerd door Pelegrin Franganillo-Balboa.